# François Mansart

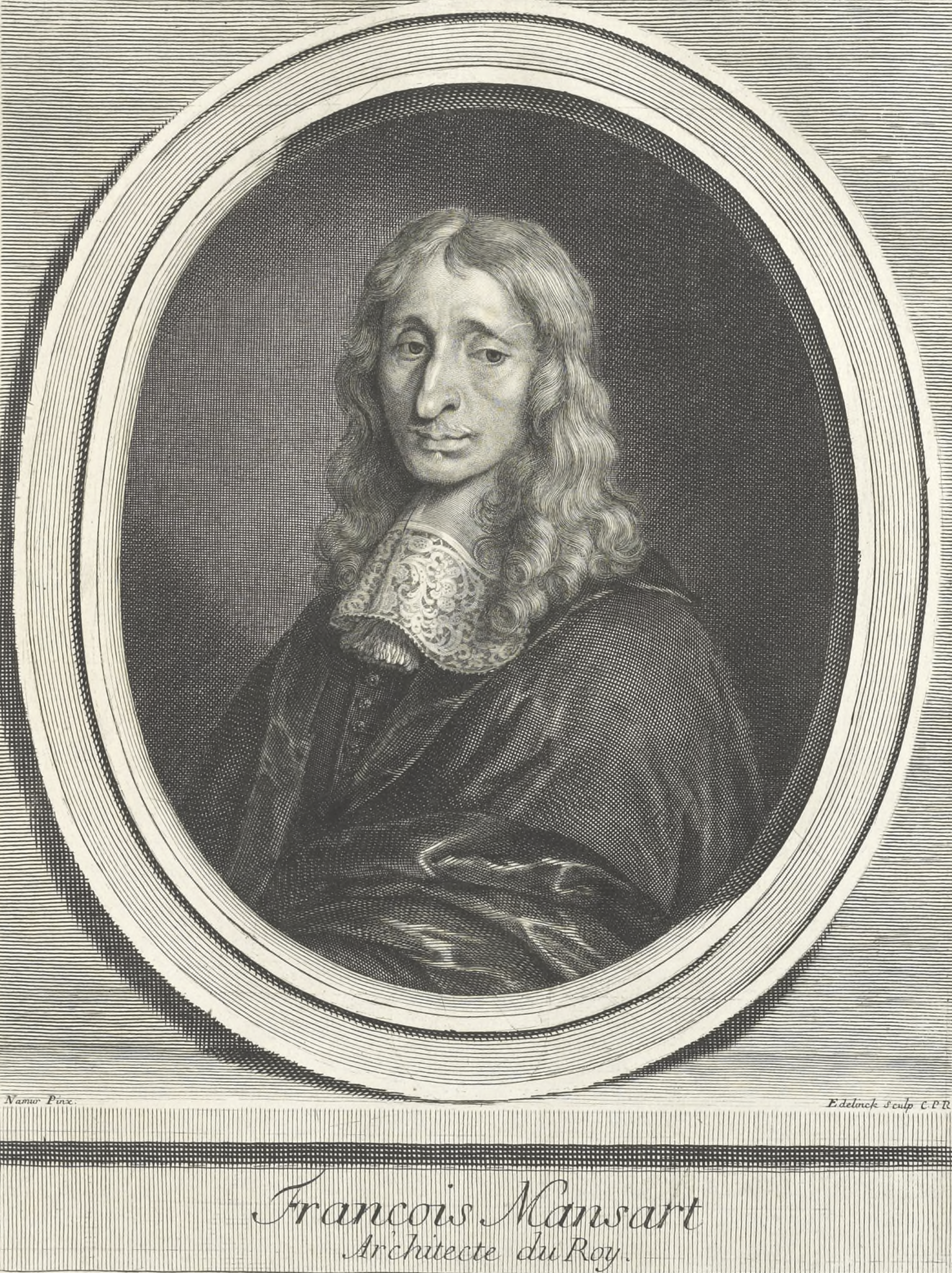
François Mansart

François Mansart (eigentlich Nicolas François Mansart, auch Mansard; * 23. Januar 1598 in Paris; † 23. September 1666 in Paris) war ein französischer Architekt und Baumeister.

## Leben und Werk

### Kindheit und Ausbildung
Mansart war das sechste von sieben Kindern eines königlichen Zimmermanns und entstammte einer angesehenen Familie von Architekten, Baumeistern und Bildhauern.
Als er zwölf Jahre alt war, starb sein Vater; ein Jahr später heiratete seine Mutter einen Bäckermeister. Von 1612 bis 1617 lebte er bei seinem Schwager Germain Gaultier, Bildhauer und Stadtarchitekt von Rennes. Anschließend wechselte er zu seinem Onkel Marcel Le Roy, einem angesehenen Maurermeister und Brückenbauer in Toulouse, bei dem er von 1618 bis 1621 lebte und für den er dort am Pont Neuf arbeitete. Früh in zunehmend größere Arbeiten eingebunden, lernte er sein Handwerk von der Pike auf: Architektur, Maurerhandwerk und Bauingenieurwesen waren im 17. Jahrhundert noch eng miteinander verzahnt. Er war einer der Schüler von Salomon de Brosse.

### Erste Aufträge
Der junge Mansart war zwar auch im Kirchenbau aktiv, wurde jedoch eher und nachhaltiger bekannt für sein ausgeprägtes Talent im Profanbau. Der höfische Absolutismus steuerte in Frankreich seinem Höhepunkt entgegen und zeigte in architektonischer Prachtentfaltung demonstrativ Macht und Reichtum.
Bald wurde der junge Architekt berühmt für seine kunstvollen Portale, Treppen und Dächer und zog die Aufmerksamkeit wohlhabender Auftraggeber auf sich. Mitglieder der königlichen Familie, Staatsdiener, Botschafter und einflussreiche Adlige wurden seine Kunden. Als erste größere Auftragsarbeit baute er für den jüngsten Bruder des Königs, den Herzog von Orléans, den „Flügel Gastons d’Orléans“ im Schloss Blois an der Loire. Es ist eine der ersten bedeutenderen Bauten, an der zur Fassadengestaltung die später für den offiziellen Baustil Frankreichs prägenden Doppelsäulen verwendet wurden.

### Architekt des Königs
1625 wurde er zum „Architekten des Königs“ ernannt und somit oberster Baumeister für sämtliche offiziellen Bauvorhaben im zentral verwalteten Frankreich Ludwigs XIII. Dieses Amt hatte er auch nach dem Tod Ludwigs XIII. 1643 unter seiner Witwe, der Regentin Anna von Österreich, und später unter dem jungen Ludwig XIV. inne, der große Stücke auf ihn hielt (siehe Anekdote unten).
Mansart verband in seinem Baustil die strengen Elemente seiner Vorgänger mit Einflüssen des verspielteren italienischen Barock. Er entwarf und baute Schlösser und Kirchen sowie vor allem die berühmten Hôtels in Paris, große, repräsentative Stadthäuser oder Verwaltungsgebäude. In ihrer Mehrzahl wurden sie später abgerissen oder in andere Gebäude integriert, wie das mehrfach umgebaute Hôtel Mazarin (1645), heute Teil der französischen Nationalbibliothek. Die Bautätigkeit Mansarts ist jedoch durch einen umfangreichen Bestand an Entwürfen, Bauplänen und Stichen gut dokumentiert. Auch als Bauingenieur ist er hervorgetreten und konstruierte unter anderem Kanäle und Aquädukte. Als sein Hauptwerk gilt das Schloss Maisons-Laffitte mit seinen Parkanlagen (1642–1651).

### Privatleben und Skandale
François Mansart, zeitlebens unverheiratet und kinderlos, galt zu seiner Zeit als einer der reichsten nichtadeligen Männer von Paris und legte sein enormes Vermögen hauptsächlich in Immobilien und Renten an. Zeitgenossen berichten von seinem ausgeprägten Sinn für elegante Kleidung und einen kultivierten Lebensstil. Das einzige von ihm erhaltene Bildnis zeigt das Porträt eines schmalgesichtigen, melancholisch dreinblickenden Mannes mit ausgeprägter Nase.
Sein aufwendiger Lebensstil sowie Gerüchte um Schmiergelder, Günstlinge, trotz gezahlter Honorare von ihm gar nicht oder in seinem Namen von anderen ausgeführte Aufträge brachten ihm in der Pariser Gesellschaft nicht nur Freunde ein. Zeitweise kursierten die von anonymen Autoren verfassten sogenannten Mansarades, in denen über pikante Details aus dem Privatleben des mutmaßlich Homosexuellen gelästert wurde und handwerkliche Schlampereien wie Fehlberechnungen bei der Konstruktion, Verschleppung der Bauzeit und Verschwendung von Material angeprangert wurden. Nachweisen ließ sich dem unter höchstem Schutz stehenden Baumeister allerdings nie etwas.
Wie viel an den Gerüchten der Wahrheit entsprach, lässt sich heute nur noch schwer ermitteln. Gesichert ist nur, dass Mansart zwar künstlerisch ein Genie, organisatorisch jedoch weit weniger begabt war: Er neigte dazu, mehrere Aufträge gleichzeitig anzunehmen – ob aus Habgier oder aus Arbeitseifer, sei dahingestellt – und sich dabei zu verzetteln. Da er gleichzeitig ein Perfektionist und nie mit dem Ergebnis seiner Arbeit zufrieden war, zogen sich die Bauarbeiten der einzelnen Projekte oft über Jahre hin. Die Bauleitung für das Großprojekt von Kloster und Kirche Val-de-Grâce (ab 1645) wurde ihm aus diesem Grund entzogen und an einen Kollegen weitergegeben.

### Anerkennung und Nachwirkung
Prominente Zeitgenossen hielten trotz aller Skandale viel von der Baukunst des François Mansart: Für den berühmten Märchensammler Charles Perrault gehörte das Schloss Maisons-Laffitte „mit zum Schönsten, was wir in Frankreich haben“. Gerade diese Schlossanlage ist jedoch in Bezug auf die Urheberschaft nicht ganz unumstritten, da zwar eine Teil-Honorarabrechnung, nicht jedoch Entwürfe oder Baupläne erhalten sind.
Voltaire pries sein „künstlerisches Genie“.
Heute gilt François Mansart zusammen mit Louis Le Vau als Vollender des französischen Klassizismus Pariser Prägung. Im Stadtbild der französischen Hauptstadt wurden seine Bauwerke jedoch weitgehend verdrängt von den raumgreifenden Prachtbauten und öffentlichen Plätzen, die sein Großneffe und Nachfolger Jules Hardouin-Mansart unter dem „Sonnenkönig“ Ludwig XIV. errichten und anlegen ließ. Die Auswüchse der Französischen Revolution Ende des 18. Jahrhunderts, denen so manches der privaten hôtels des Adels zum Opfer fallen sollte, taten das Ihrige.
Die ihm bzw. seinem Neffen als Erfindung zugeschriebenen und daher nach ihnen benannten Mansarddächer bauten sie zwar beide gerne in ihre Entwürfe ein – erfunden haben sie diese jedoch nicht.

## Anekdote
Als der junge König Ludwig XIV. einmal an einem heißen Sommertag mit dem nicht mehr ganz so jungen Architekten François Mansart im Park von Schloss Versailles spazieren ging, um neue Bauvorhaben zu besprechen, brannte die Sonne heiß auf den Kopf des barhäuptigen Architekten. Ganz gegen die strenge Hofetikette reichte der Sonnenkönig ihm daraufhin seinen Hut. Als seine Höflinge ihn verwundert fragten, warum er das getan habe, antwortete Ludwig:
„Wenn ich will, kann ich an einem einzigen Tag eintausend neue Herzöge machen; aber in eintausend Jahren nicht einen einzigen neuen Mansart.“

## Hauptwerke
- Église Sainte-Marie-des-Anges de la Visitation (1632–1634), Paris, später Temple du Marais, seit 1802 reformierte Kirche
- Flügel Gastons d’Orléans im Schloss Blois (1635–1638), Blois
- Hôtel de Toulouse (1634–1640), Paris, heute Banque de France
- Schloss Maisons-Laffitte (1641–1650), Maisons-Laffitte